# Kupiszki
Kupiszki (lit. Kupiškis) – miasto na Litwie, w okręgu poniewieskim, siedziba administracyjna rejonu kupiszeckiego i gminy. W 2011 roku liczyło ok. 7,2 tys. mieszkańców.
Nazwa miejscowości pochodzi od nazwy rzeki Kupa przepływającej przez miasto. Niedaleko miasta znajduje się muzeum etnograficzne założone przez Adomasa Petrauskasa i położone na posiadłościach jego założyciela.
W pobliżu Kupiszek znajduje się jedyny w Europie rezerwat trawy.
W mieście rozwinął się przemysł spożywczy, jest stacja kolejowa Kupiszki.

## Historia
W 1812 roku sformowano tu 17 pułk ułanów Księstwa Warszawskiego.
Podczas okupacji hitlerowskiej, na początku czerwca 1941 roku Niemcy utworzyli getto dla żydowskich mieszkańców. Przebywało w nim około 1200 osób. We wrześniu 1941 roku Niemcy zlikwidowali getto, a Żydów zamordowano na cmentarzu żydowskim. Sprawcami zbrodni byli policjanci litewscy dowodzeni przez porucznika Antanasa Gudialisa vel Gudeliaviciusa, adiutanta komendanta Kupiszek - Petrasa Bernotavičiusa oraz Antanasa Jokantasa. 

## Współpraca zagraniczna
Kieżmark (Słowacja)

 Maniewicze (Ukraina)

 Rzeżyca (Łotwa)

 Zgierz (Polska)